# Didier Patalin
Didier Patalin est un footballeur français né le 5 décembre 1967 à Paris. 
Durant sa carrière, il a effectué 145 matchs de Ligue 2 et a inscrit 2 buts dans ce championnat.